# 国鉄タキ2700形貨車
国鉄タキ2700形貨車（こくてつタキ2700がたかしゃ）は、かつて日本国有鉄道（国鉄）に在籍した私有貨車（タンク車）である。
本形式と同一の専用種別であるタ2400形、タキ2750形についても本項目で解説する。

## タキ2700形
タキ2700形は、クレオソート専用の30 t 積タンク車として1953年（昭和28年）3月20日から1959年（昭和34年）7月10日にかけて、5ロット5両（コタキ2700 - コタキ2704）が日本車輌製造、三菱重工業の2社にて製作された。
記号番号表記は特殊標記符号「コ」（全長 12 m 以下）を前置し「コタキ」と標記する。
本形式の他にクレオソートを専用種別とする形式にはタ1000形（48両）、タ2400形（3両、後述）、タム80形（5両）、タム20080形（2両）、タサ500形（84両）、タキ1600形（1両）、タキ2750形（5両、後述）の7形式があった。
落成時の所有者は、大日本木材防腐、北日本防腐木材工業、新宮商行の3社であり、1969年（昭和44年）5月26日に北日本防腐木材工業所有車2両（コタキ2701、コタキ2703）が東北ボールへ、更に1971年（昭和46年）12月22日に青森木材防腐へ名義変更された。
1979年（昭和54年）10月に制定された化成品分類番号では、「93」（有害性物質、可燃性のもの）が標記された。
車体色は黒色、寸法関係は全長は10,900 mm、全幅は2,536 mm、全高は3,792 mm、台車中心間距離は9,350 mm、自重は16.7 t - 17.9 t、実容積は29.1 m3 - 30.1 m3、換算両数は積車4.5、空車1.8であり、台車はベッテンドルフ式のTR41Cである。
1986年（昭和61年）10月31日 に最後まで在籍した1両（コタキ2704）が廃車となり同時に形式消滅となった。

### 年度別製造数
各年度による製造会社と両数、所有者は次のとおりである。（所有者は落成時の社名）
- 昭和27年度 - 1両
  - 日本車輌製造 1両 大日本木材防腐（タキ2700）
- 昭和28年度 - 1両
  - 日本車輌製造 1両 北日本防腐木材工業（タキ2701）
- 昭和29年度 - 1両
  - 日本車輌製造 1両 大日本木材防腐（タキ2702）
- 昭和33年度 - 1両
  - 日本車輌製造 1両 北日本防腐木材工業（タキ2703）
- 昭和34年度 - 1両
  - 三菱重工業 1両 新宮商行（タキ2704）

## タ2400形
1953年（昭和28年）8月22日から同年12月25日にかけて、タム400形より3両の専用種別変更 （濃硫酸→クレオソート）が行われ形式は新形式であるタ2400形とされた。
改造により荷重は10 tに減トンされた。
所有者は全車三菱化成工業であり、その常備駅は鹿児島本線の黒崎駅であった。
改造より約3年後の1956年（昭和31年）12月22日から1957年（昭和32年）4月24日にかけて再度全車の専用種別変更 （クレオソート→クロルスルホン酸）が三菱重工業にて行われ、形式名は新形式であるタム1850形とされ形式消滅となった。
車体色は黒色、寸法関係は全長は8,050 mm、軸距は3,800mm、自重は9.7 t、実容積は8.5 m3、換算両数は積車2.0、空車1.0であった。

## タキ2750形
タキ2750形は、1960年（昭和35年）11月8日から1961年（昭和36年）9月6日にかけて、3ロット5両（タキ2750 - タキ2754）が日本車輌製造、三菱重工業、近畿車輛の3社にて製作された。前級であるタキ2700形に対して積載荷重が拡大され日本初の35 t 積クレオソート専用タンク車である。
落成時の所有者は、大日本木材防腐、関東タール製品、関西タール製品の3社であり、1980年（昭和55年）7月3日に関東タール製品所有車2両（タキ2752、タキ2753）がエーシーケミカルへ、1991年（平成3年）に関西タール製品所有車1両（タキ2754）が大阪ガスケミカルへそれぞれ名義変更された。
1979年（昭和54年）10月に制定された化成品分類番号では、「93」（有害性物質、可燃性のもの）が標記された。
ドーム付き直円筒型のタンク体は、普通鋼（一般構造用圧延鋼材、SS41現在のSS400）製であり荷役方式はタンク上部にあるマンホールからの上入れ、加圧空気を使用した吐出管、空気管による下出し式である。下出し式なのに加圧空気を使用するのは積荷が高粘度のため排出促進用である。
車体色は黒色、寸法関係は全長は12,200 mm - 12,400 mm、全幅は2,400 mm、全高は3,885 mm、台車中心間距離は8,100 mm - 8,300 mm、自重は17.0 t - 18.1 t、実容積は33.9 m3 - 34.4 m3、換算両数は積車5.5、空車1.8であり、台車はベッテンドルフ式のTR41Cである。
1987年（昭和62年）4月の国鉄分割民営化時には1両（タキ2754）の車籍がJR貨物に継承され、1995年（平成7年）度末時点で現存していたが、1997年（平成9年）6月に廃車となり同時に形式消滅となった。

### 年度別製造数
各年度による製造会社と両数、所有者は次のとおりである。（所有者は落成時の社名）
- 昭和35年度 - 2両
  - 日本車輌製造 2両 大日本木材防腐（タキ2750 - タキ2751）
- 昭和36年度 - 3両
  - 三菱重工業 2両 関東タール製品（タキ2752 - タキ2753）
  - 近畿車輛 1両 関西タール製品（タキ2754）